# Dichiarazione congiunta interalleata del 17 dicembre 1942
La dichiarazione congiunta interalleata del 17 dicembre 1942 consiste in un'aperta denuncia dello sterminio ebraico operato dai nazisti, formulata dai governi delle "Nazioni Unite" alleate già nel corso della guerra e nelle fasi ancora iniziali dell'Olocausto. 

## Storia
La dichiarazione fu la conseguenza delle terrificanti notizie che insistentemente giungevano dalle fonti della resistenza polacca nel periodo in cui si iniziò lo sgombero del ghetto di Varsavia e prese avvio l'eccidio sistematico degli ebrei nei campi di sterminio di Treblinka, Sobibor e Belzec (primavera estate del 1942).
I rapporti della resistenza polacca, noti anche al governo di Washington e di Londra, spinsero il ministro degli esteri del governo polacco in esilio, Edward Raczyński, a riassumere la terrificante situazione in rapporto ufficiale di 16 pagine intitolato Lo sterminio di massa degli ebrei nella Polonia occupata dai nazisti.
Il rapporto del governo Polacco, che venne pubblicato il 10 dicembre 1942, portò alla Dichiarazione congiunta interalleata delle “Nazioni Unite”, che fu resa il 17 dicembre del 1942.
Per l'Inghilterra la dichiarazione fu in quel giorno letta alla Camera dei Comuni dal Segretario del Foreign Office britannico Anthony Eden.

## Testo della Dichiarazione
Da tutti i territori occupati gli ebrei sono trasportati in condizioni del più abbietto orrore e brutalità verso l'Europa dell'Est. In Polonia, trasformata nel principale macello nazista, i ghetti istituiti dall'invasore tedesco vengono sistematicamente svuotati di tutti gli ebrei, all'infuori di pochi operai, altamente specializzati, richiesti dalle industrie di guerra. Non si hanno più notizie di nessuno di quelli portati via. Coloro che sono in buone condizioni fisiche muoiono lentamente per sfinimento in campi di lavoro. Gli infermi sono lasciati morire all'aperto o per fame o sono deliberatamente uccisi in eccidi di massa.
Si calcola che il numero delle vittime di queste crudeltà letali sia di molte centinaia di migliaia di uomini, donne e bambini, del tutto innocenti.
I Governi suddetti e il Comitato Nazionale Francese condannano nel modo più assoluto questa politica bestiale di sterminio a sangue freddo. Dichiarano che tali eventi non possono che rafforzare la risoluzione di tutti i popoli amanti della libertà di rovesciare la barbara tirannia hitleriana. Essi riaffermano il loro solenne impegno di far sì che i responsabili di questi crimini non sfuggano alla giusta condanna, nonché di intraprendere tutte le necessarie misure pratiche affinché tale scopo sia raggiunto.»
(Traduzione di Elisa Benaim)

## Conseguenze
Alla dichiarazione alleata fece seguito, tra l'altro, la condanna di Pio XII nel celebre discorso radiofonico della vigilia del natale del 24 dicembre 1942 (dove però non si parlò espressamente di ebrei).